# Kartli
Kartli (gruzínsky ქართლი) je jedno z hlavních historicko-geografických území Gruzie a kolébka gruzínské státnosti. Z pohledu administrativy se Kartli skládá z Kvemo Kartli (gruzínsky ქვემო ქართლი – Dolní Kartli) a Šida Kartli (gruzínsky შიდა ქართლი – Střední Kartli). Část území se vztahuje ke krajům Mccheta-Mtianeti a Samcche-Džavacheti.
Na území historického kraje Kartli se rovněž nachází gruzínské hlavní město Tbilisi. Teritorium Šida-kartli zahrnuje území Samačablo (podle Osetinců, Jižní Osetie), jež nespadá pod správu vlády Gruzie.
Současný kartlinský jazyk je podle lingvistů dialektem gruzínštiny.
Na území kartli se nacházejí města: Tbilisi, Rustavi, Gori, Chašuri, Kareli, Kaspi, Cchinvali, Achalgori, Bolnisi, Marneuli, Mccheta, Dušeti, Bordžomi.
V kraji se nachází množství historických objektů z dávných i novodobějších dějin Gruzie.